# 기타무라 가이 지디
기타무라 가이 지디(일본어: 北村 海 チディ, 2000년 9월 17일~)는 일본의 축구 선수이다.

## 구단 경력
그는 2023년 J2리그의 후지에다 MYFC에 입단했다.